# Ameiropsis angulifera
Ameiropsis angulifera är en kräftdjursart som beskrevs av Georg Ossian Sars 1911. Ameiropsis angulifera ingår i släktet Ameiropsis och familjen Ameiridae. Arten har ej påträffats i Sverige. Inga underarter finns listade i Catalogue of Life.